# La Cruz, Chile
La Cruz este un oraș și comună din provincia Quillota, regiunea Valparaíso, Chile, cu o populație de 17.310 locuitori (2012) și o suprafață de 78,2 km2.